# Nephrotoma hypogyna
Nephrotoma hypogyna är en tvåvingeart som beskrevs av Yang 1990. Nephrotoma hypogyna ingår i släktet Nephrotoma och familjen storharkrankar. Inga underarter finns listade i Catalogue of Life.